# Houdkovice

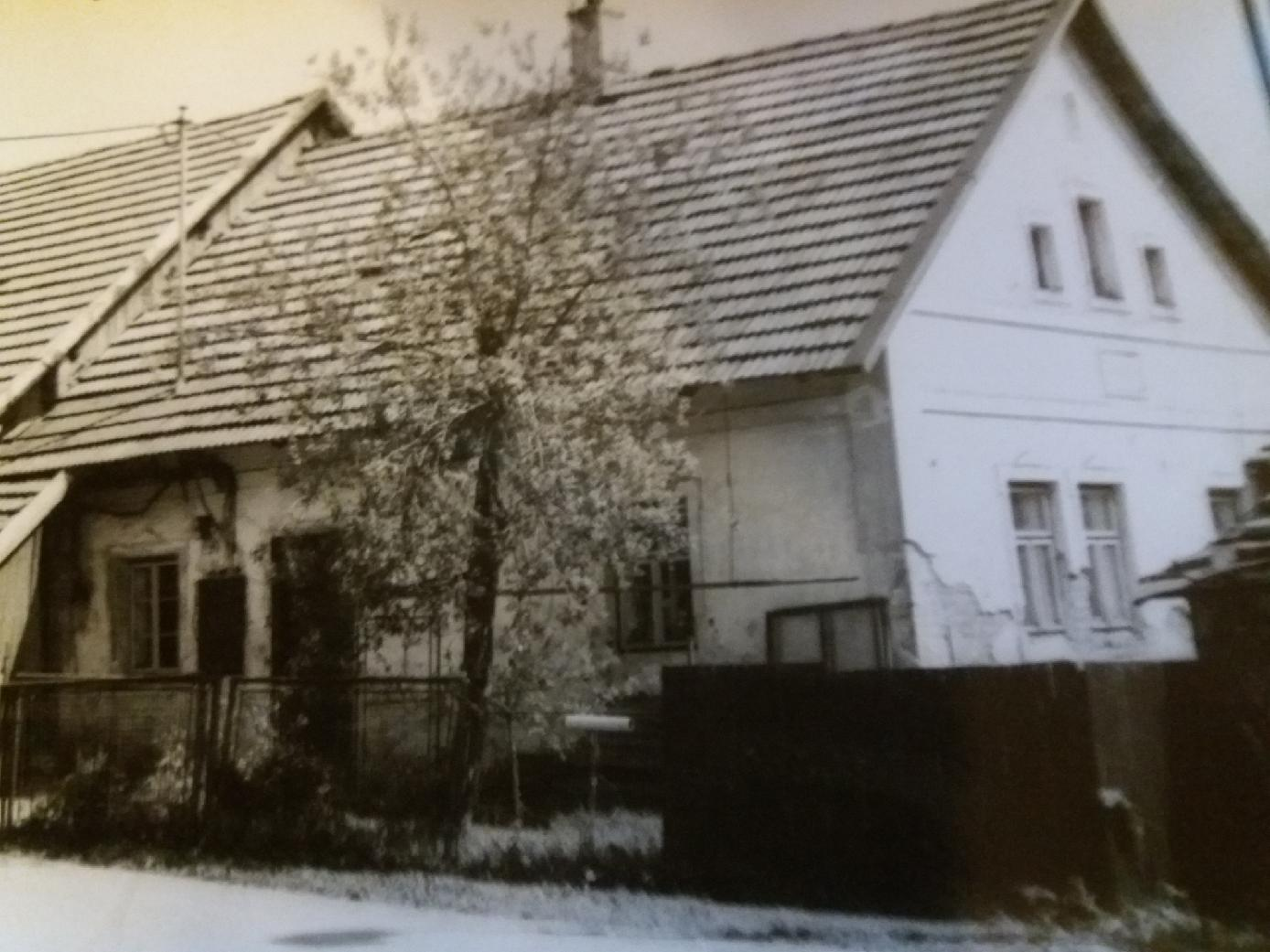

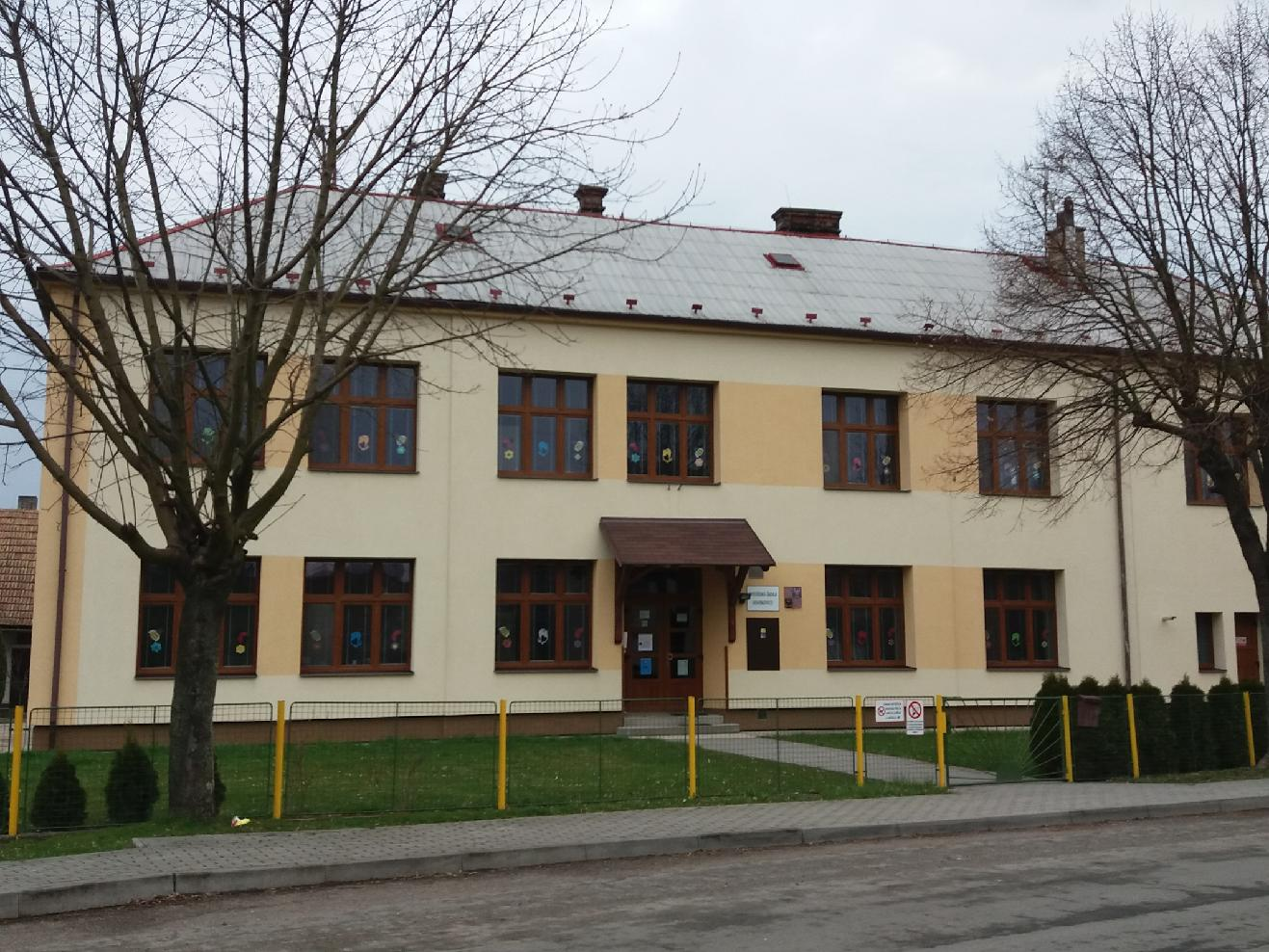

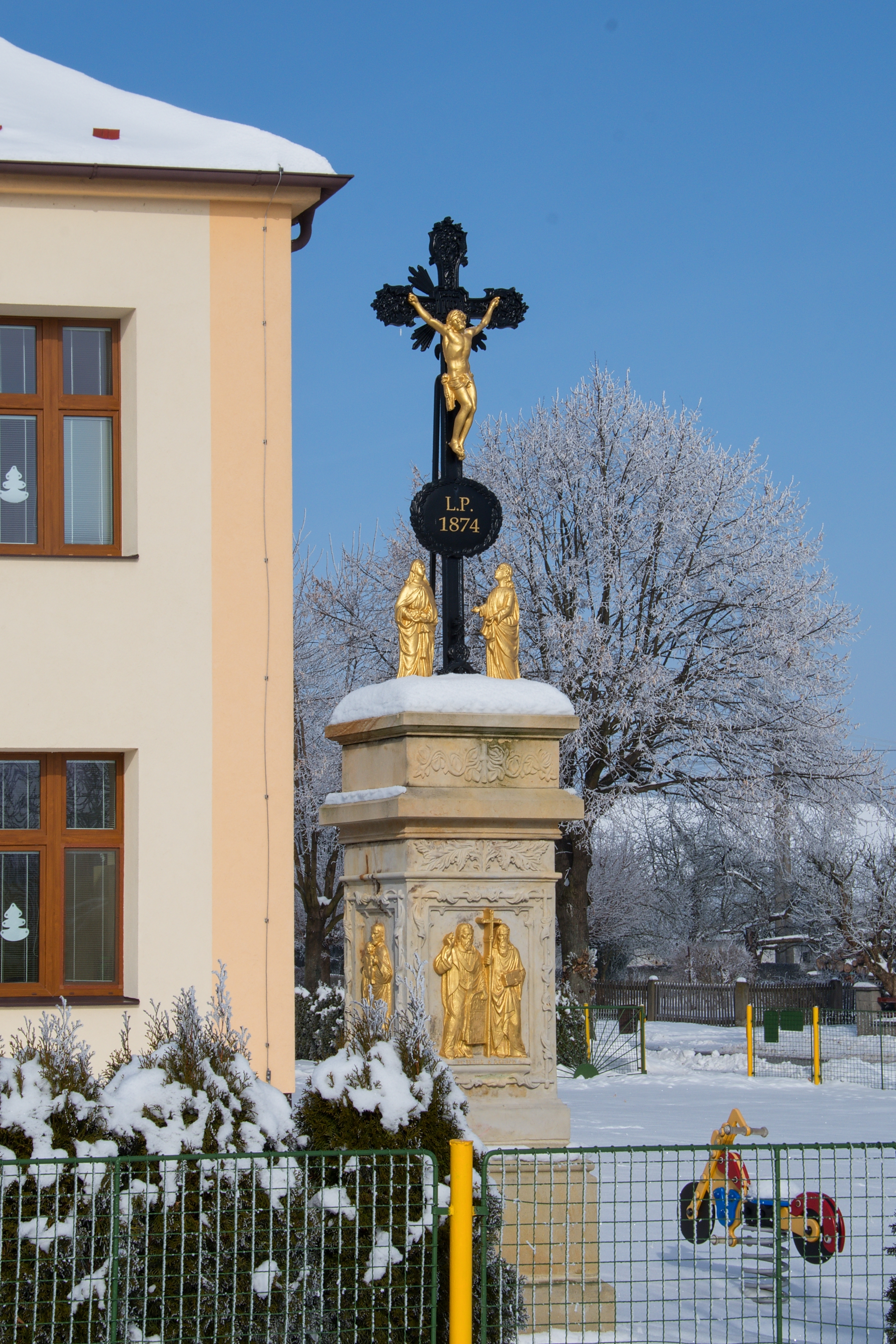

Houdkovice (německy Hautkowitz) jsou vesnice, která je částí obce Trnov v okrese Rychnov nad Kněžnou. Nachází se asi 2 km na jih od Trnova. V roce 2009 zde bylo evidováno 94 adres. V roce 2001 zde trvale žilo 221 obyvatel.
Houdkovice je také název katastrálního území o rozloze 4,13 km2.

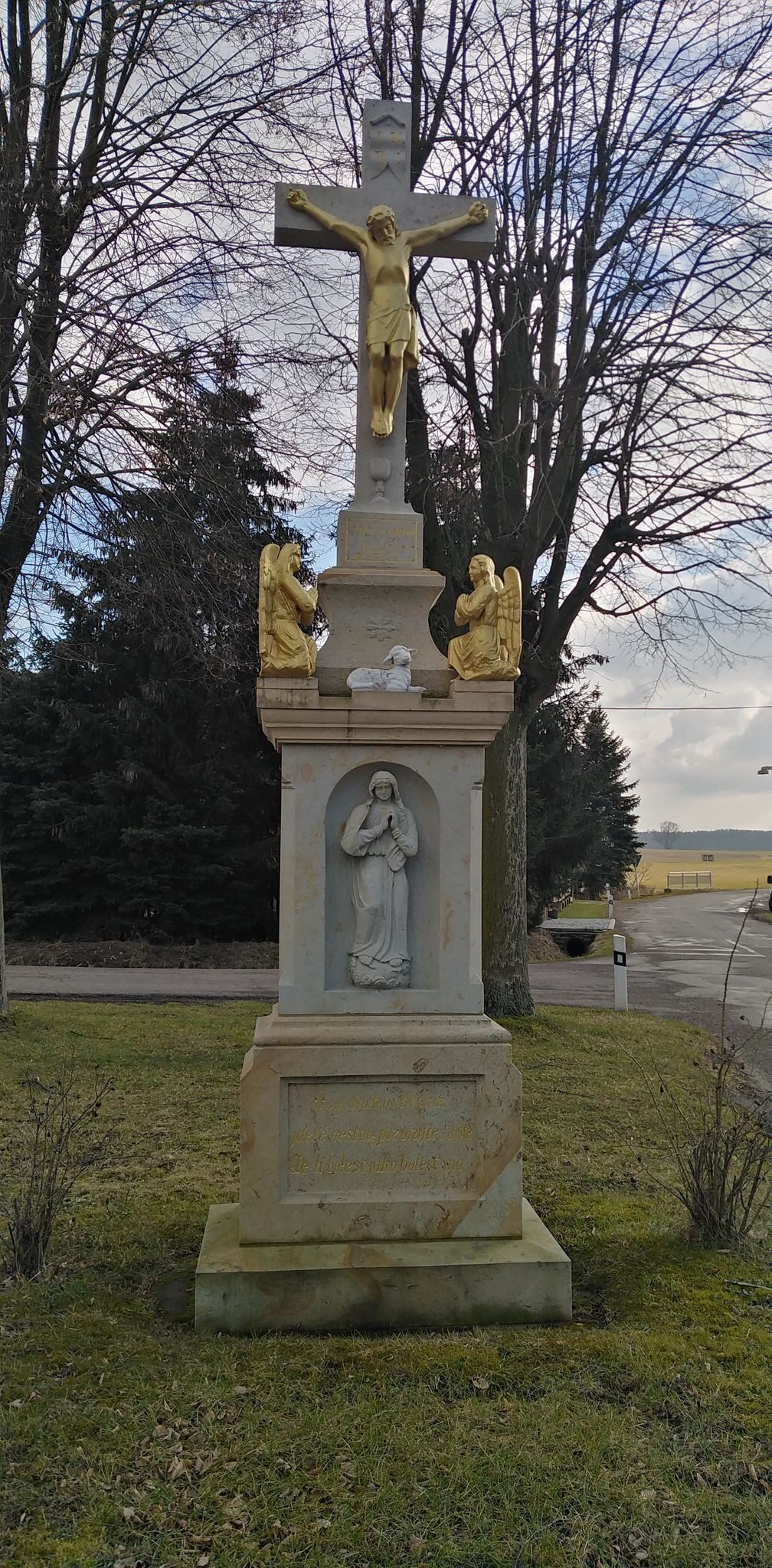
křížek

## Galerie

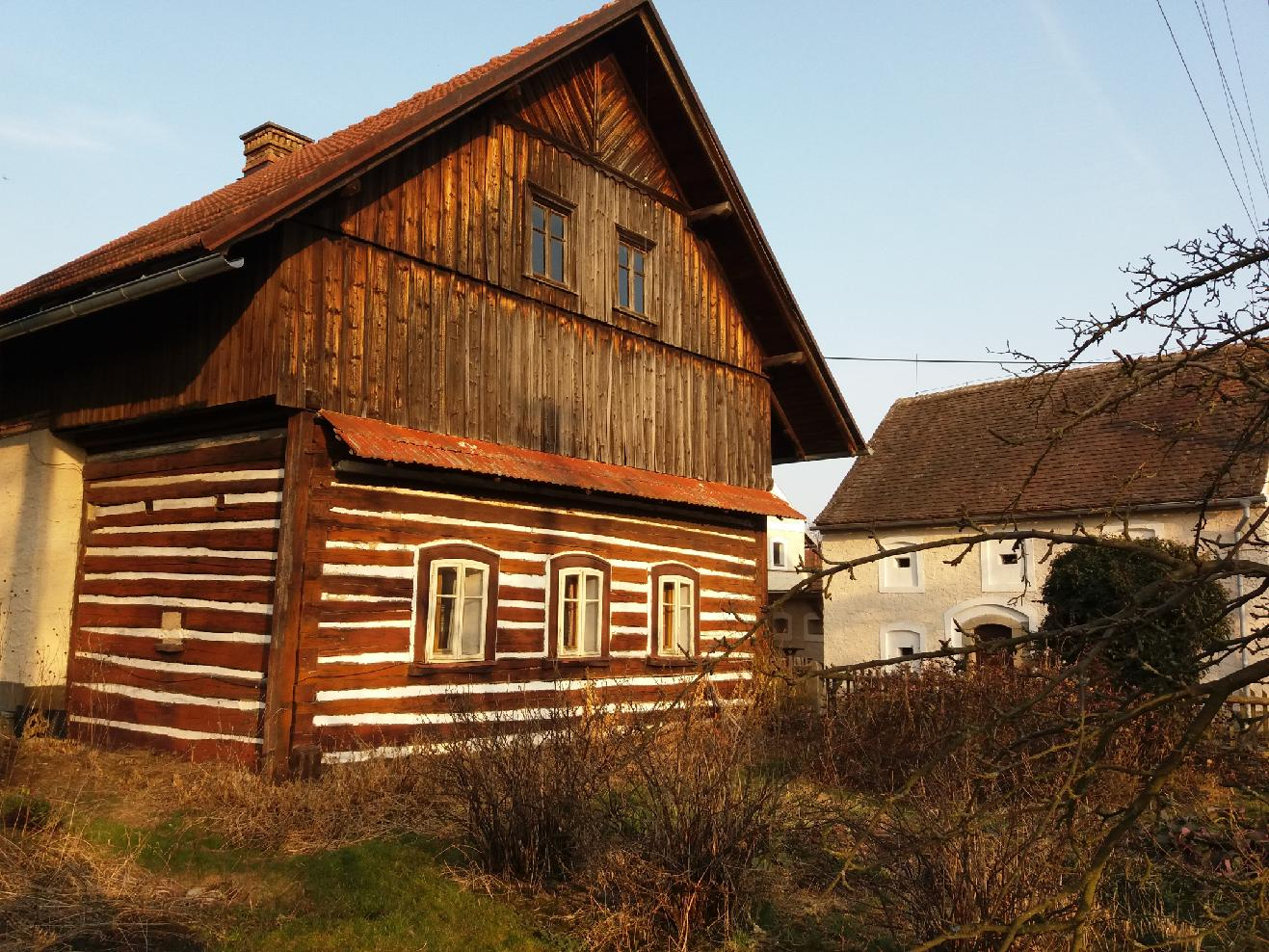
soukromá galerie H

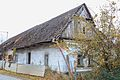
původní stavba

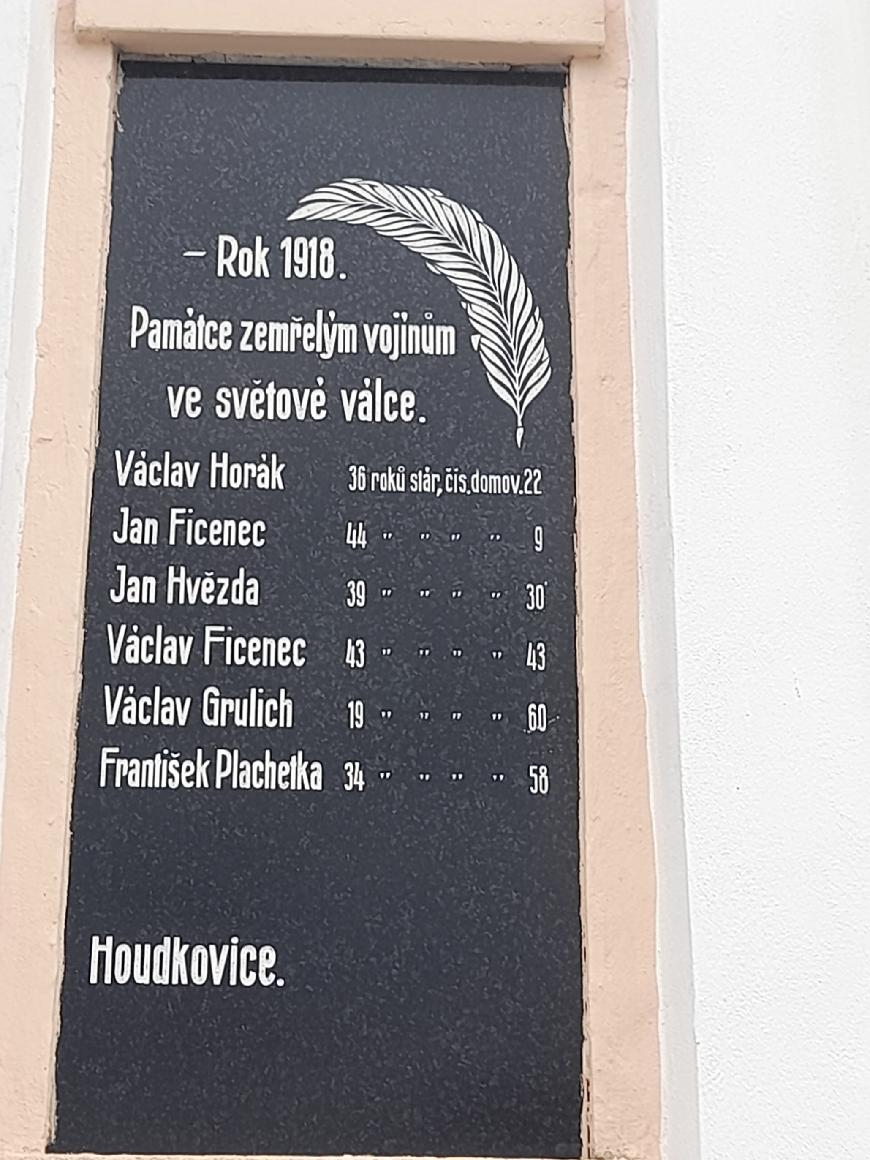
vzpomínka na padlé v 1. svět válce

## Reference

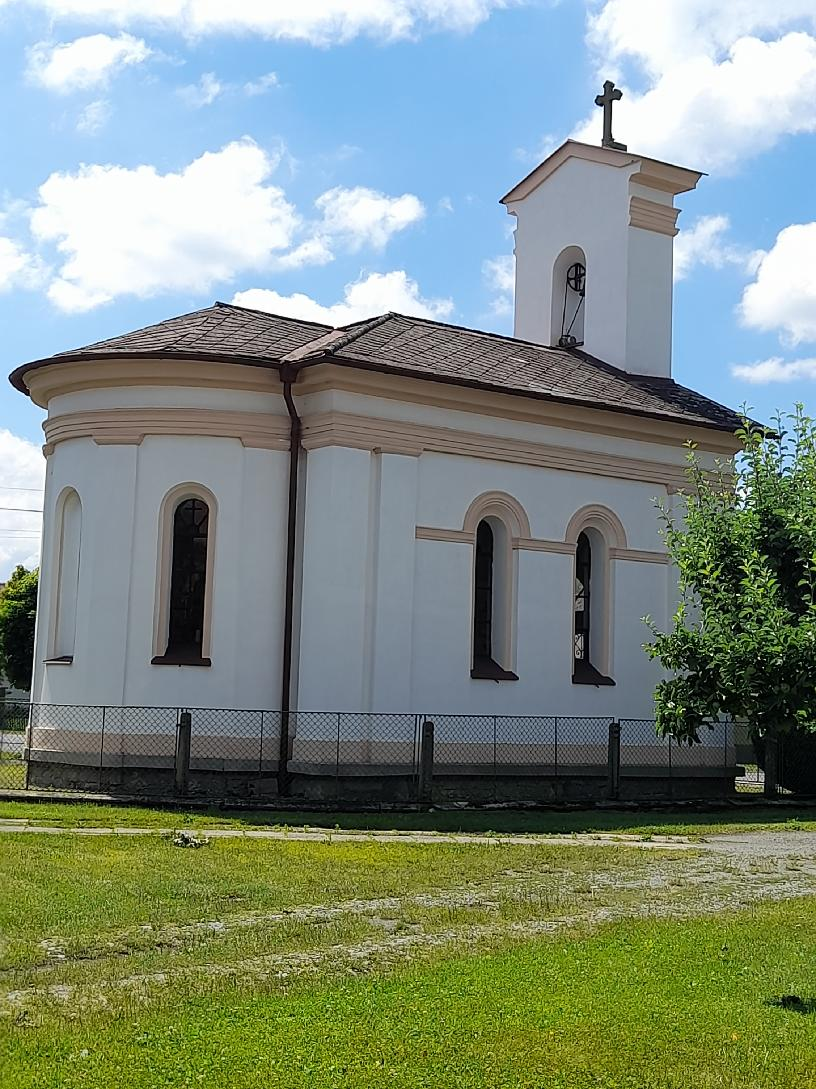